# Hipoestesia
Hipoestesia, no contexto médico, é a perda ou diminuição de sensibilidade em determinada região do organismo.Ocorre com mais frequência em lesões medulares, raízes medulares e de neurônios periféricos.
O termo também é utilizado na psicopatologia e significa quando pacientes depressivos percebem que o mundo ao seu redor é mais escuro; os alimentos não tem mais sabor e os odores quase não são percebidos.